# Haplopelma salangense
Haplopelma salangense là một loài nhện trong họ Theraphosidae.
Loài này thuộc chi Haplopelma. Haplopelma salangense được Embrik Strand miêu tả năm 1907.